# Zafer Dilek
Zafer Dilek, született Zafer Akansoy (1944. augusztus 30.) török zenész, zeneszerző és gitáros. Számtalan előadóval dolgozott együtt Bülent Ersoytól Sezen Aksun át Ajda Pekkanig. Írt zenét többek között Kemal Sunal, Zeki Alasya és Metin Akpınar filmjeihez.

## Albumok
- Zafer Dilek (LP, 1973)
- Oyun Havalari (LP, 1976)
- Oyun Havaları (1977)

## Kislemezek és EP-k
- İşte Hendek İşte Deve / Sev Kardeşim (1971)
- Avuçlarında Hala Sıcaklığın Var / Köroğlu (1971)
- Bütün Meyhaneleri Dolaştım Istanbul'un / Yeşil Yaylam (1972)
- Sevda Yolu/Sevdikçe Yaşarım (1973)
- İntizar / Çiçek Dağı (1973)
- Arif Sağ & Zafer Dilek – Golden (Altın Bağlama) (1975)
- Yaşadım Mı Öldüm Mü! / Hasret (1976)